# Dina Nagar
Dina Nagar là một thành phố và là nơi đặt hội đồng đô thị (municipal council) của quận Gurdaspur thuộc bang Punjab, Ấn Độ.

## Nhân khẩu
Theo điều tra dân số năm 2001 của Ấn Độ, Dina Nagar có dân số 21.494 người. Phái nam chiếm 52% tổng số dân và phái nữ chiếm 48%. Dina Nagar có tỷ lệ 74% biết đọc biết viết, cao hơn tỷ lệ trung bình toàn quốc là 59,5%: tỷ lệ cho phái nam là 78%, và tỷ lệ cho phái nữ là 69%. Tại Dina Nagar, 11% dân số nhỏ hơn 6 tuổi.